# 鴨脷洲風之塔公園

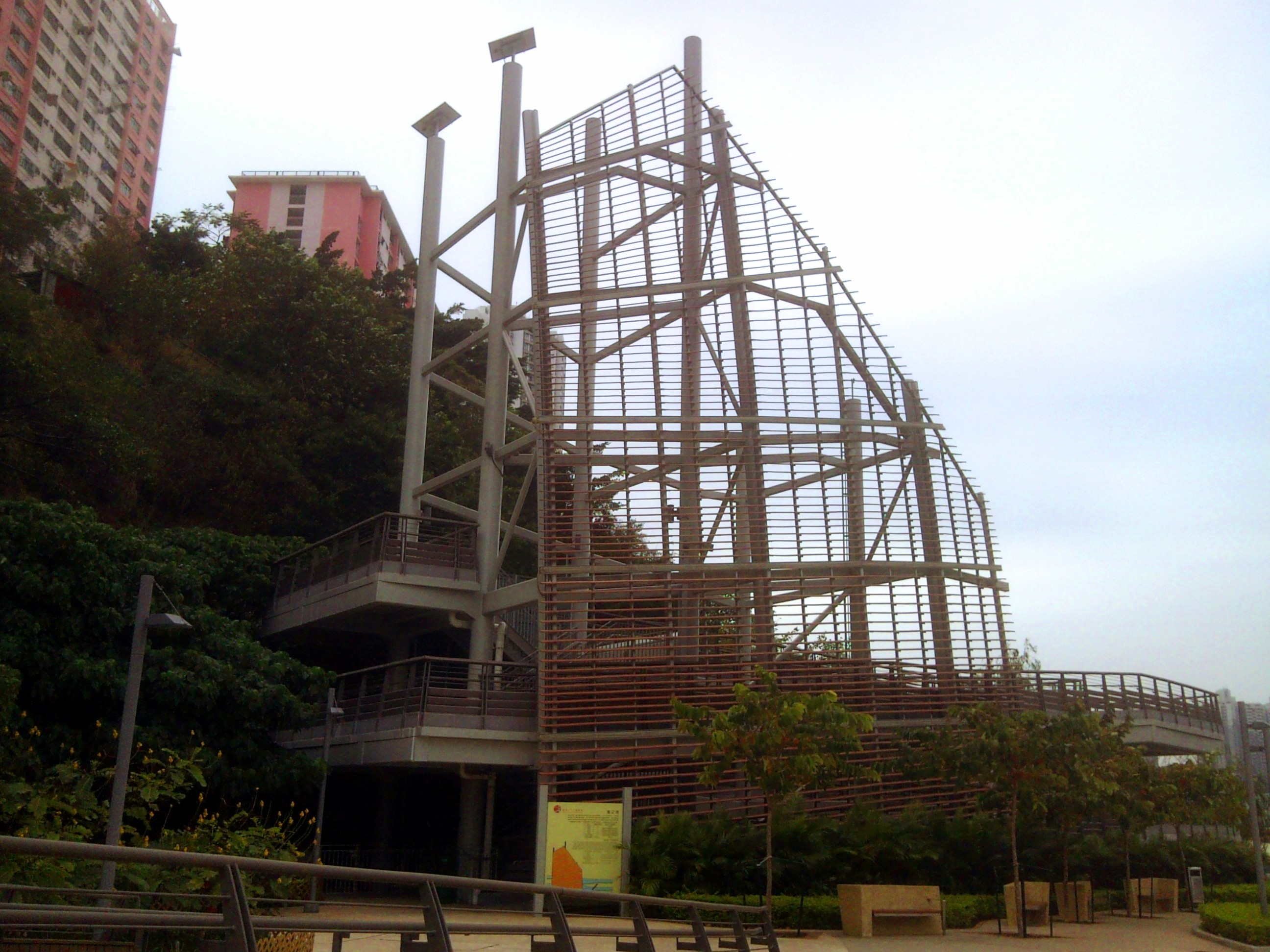
風之塔

鴨脷洲風之塔公園（英語：Ap Lei Chau Wind Tower Park）簡稱風之塔公園，是香港的一個公園，位於香港島鴨脷洲北岸海旁，鴨脷洲海濱長廊以西，香港仔避風塘以南，前身為城巴車廠，佔地2.62公頃，由政府委托Design 2作場地建築設計及總顧問，耗資1億港元興建，於2009年9月28日開放，由康樂及文化事務署管理。
建築署自2012年12月起就鴨脷洲風之塔公園至鴨脷洲邨的升降機和天橋開展可行性研究，發現受場地設施限制，只能在緩跑徑西面末端設置升降機，另需要設立單獨天橋連接鴨脷洲邨。建築署於2019年初招聘顧問公司並進行設計工作，建議設立兩部升降機以及重置鴨脷洲邨內休憩處。相關設施最終於2021年動工，並於2023年6月30日落成啟用。

## 設施
鴨脷洲風之塔公園以傳統漁港風貌作為主題，設有地標建築物「風之塔」，亦設有多用途廣場、兒童遊樂場、緩跑徑、健身設施、觀景處以及展覽廊等等。
- 洗手間
- 廣場

- 健身站
- 觀景台
- 方向儀地台
- 緩跑徑
- 風之塔：為一座觀景台，高10米，外形像一艘傳統漁船，遊人可以登上塔上眺望香港仔避風塘景色。該塔的電子顯示燈是依靠太陽能發電板發電，會隨風速改變顏色，從無風的全綠色至蒲福氏風級8級或以上的全紅色。
- 日晷
- 展覽廊：介紹香港漁業與香港造船業，以及香港漁民的生活及風俗。
- 卵石路步行徑
- 長者健體園地
- 升降機往返鴨脷洲邨

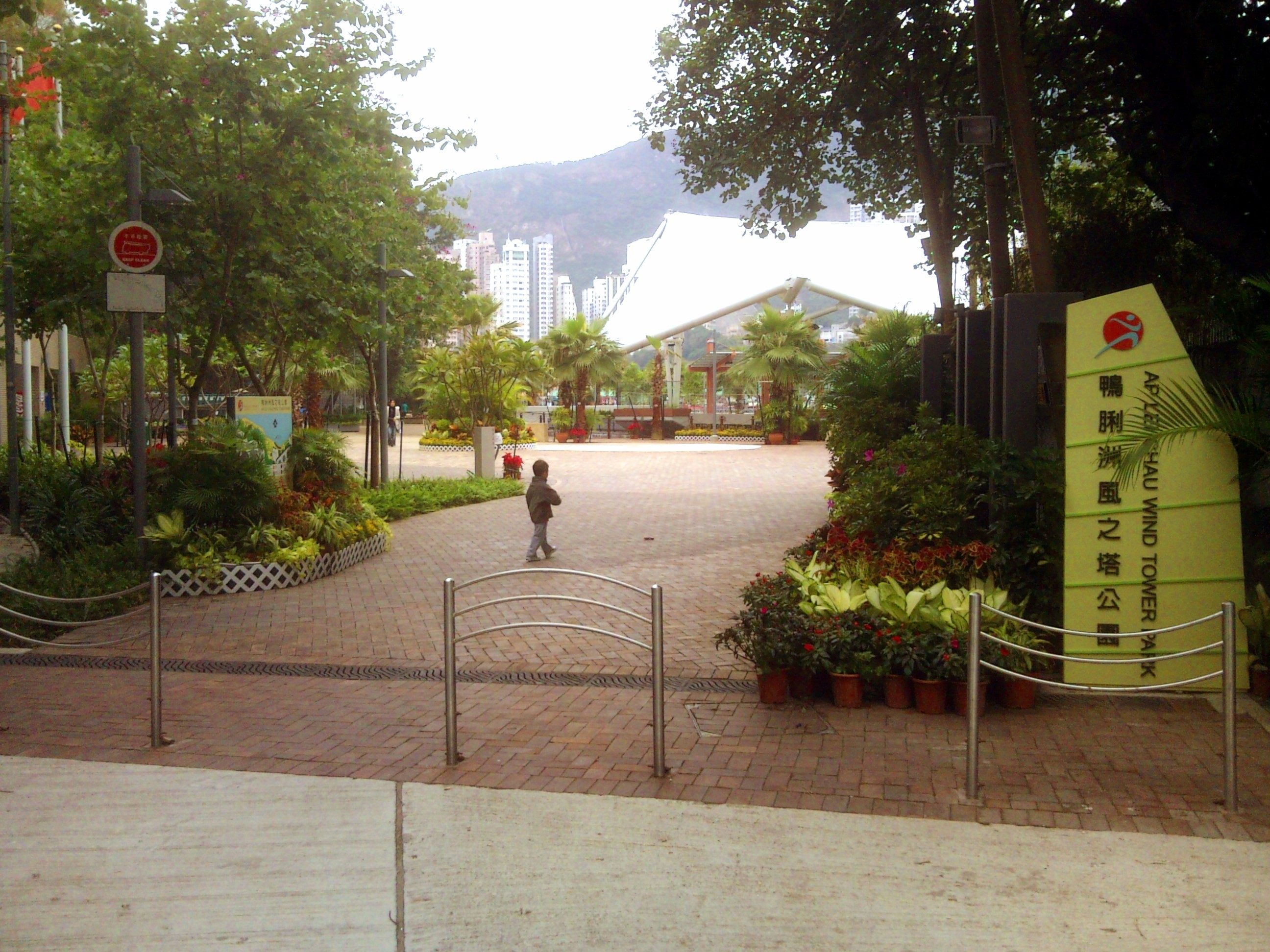
入口
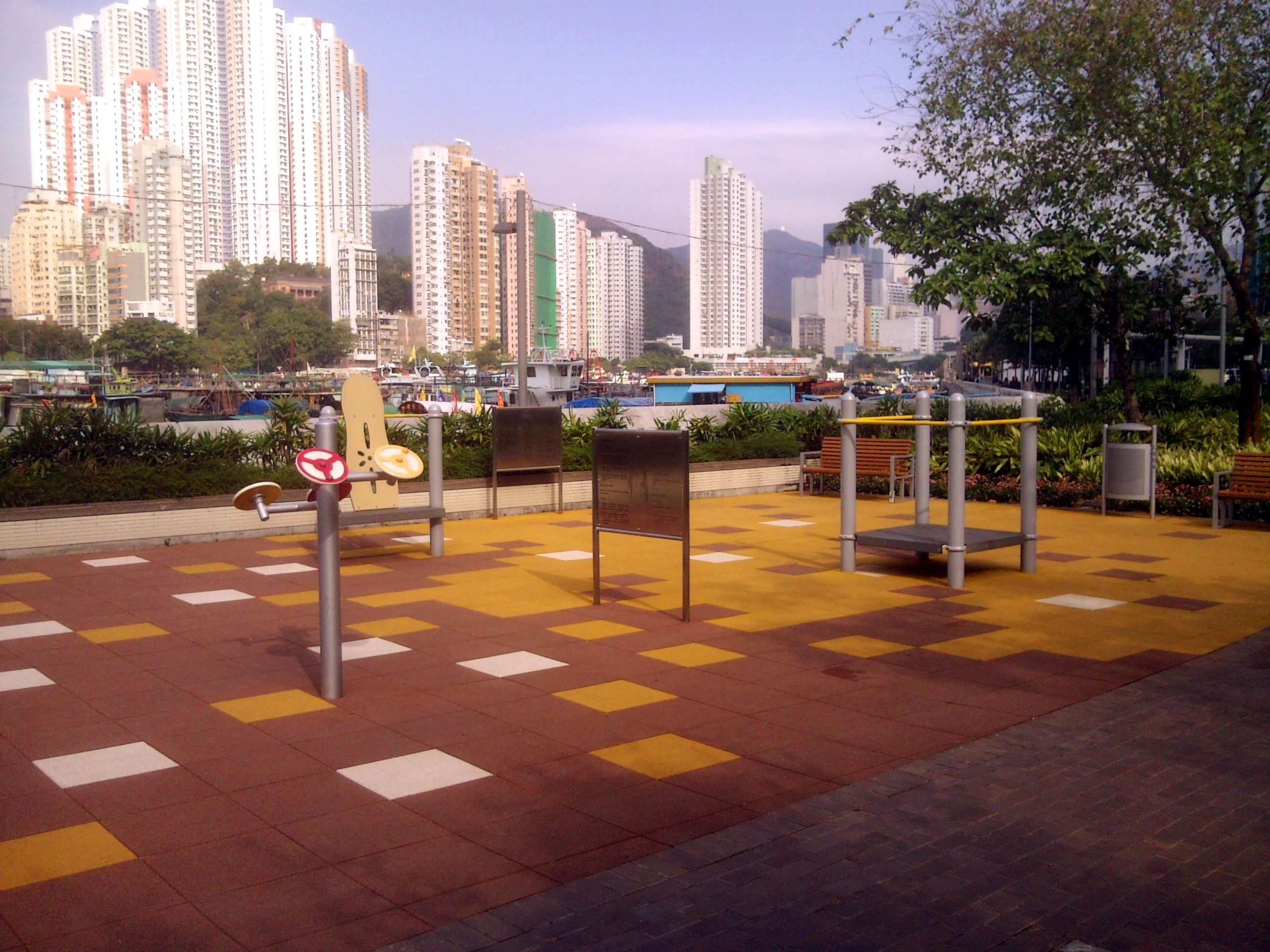
健身站
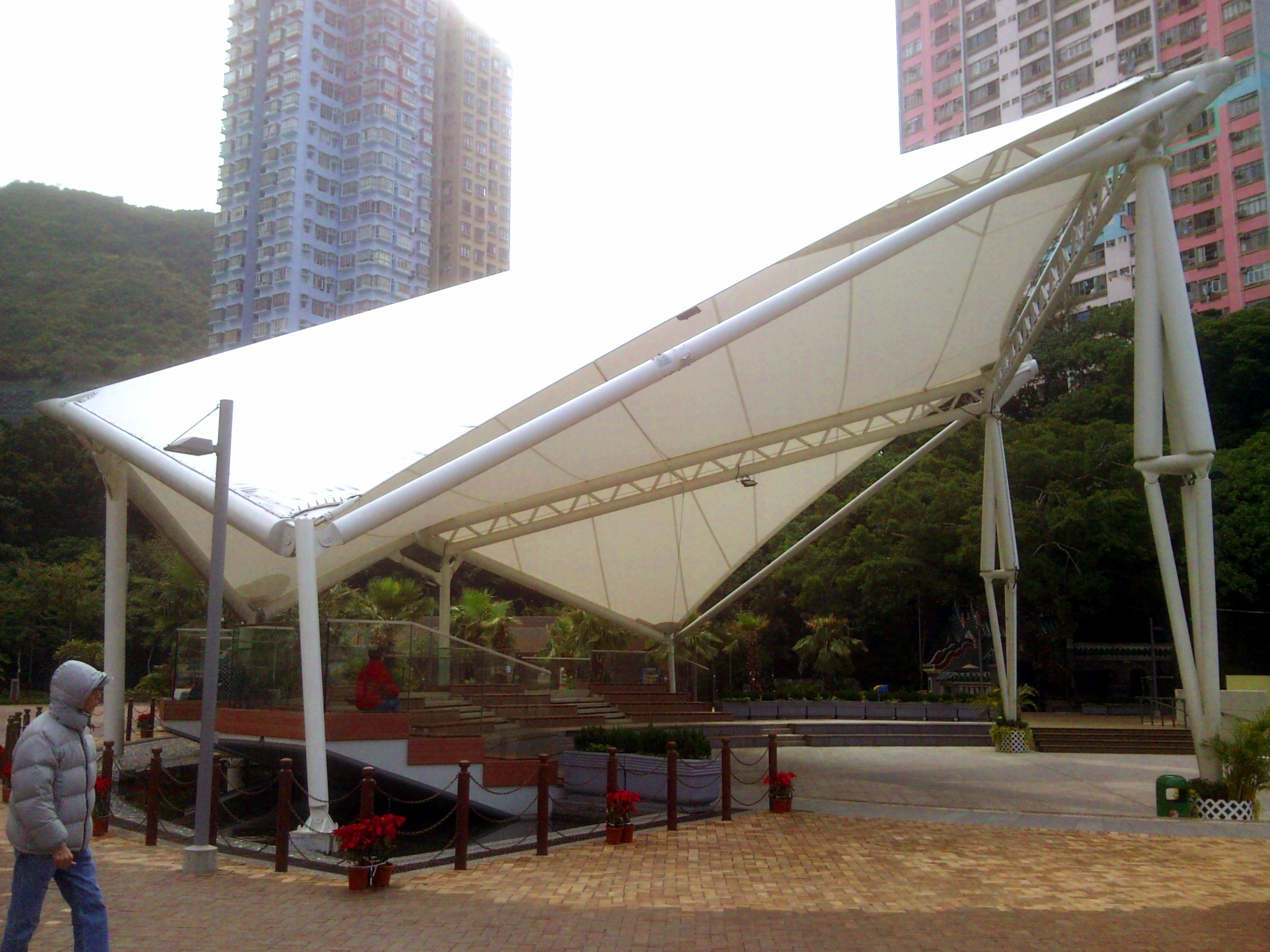
廣場
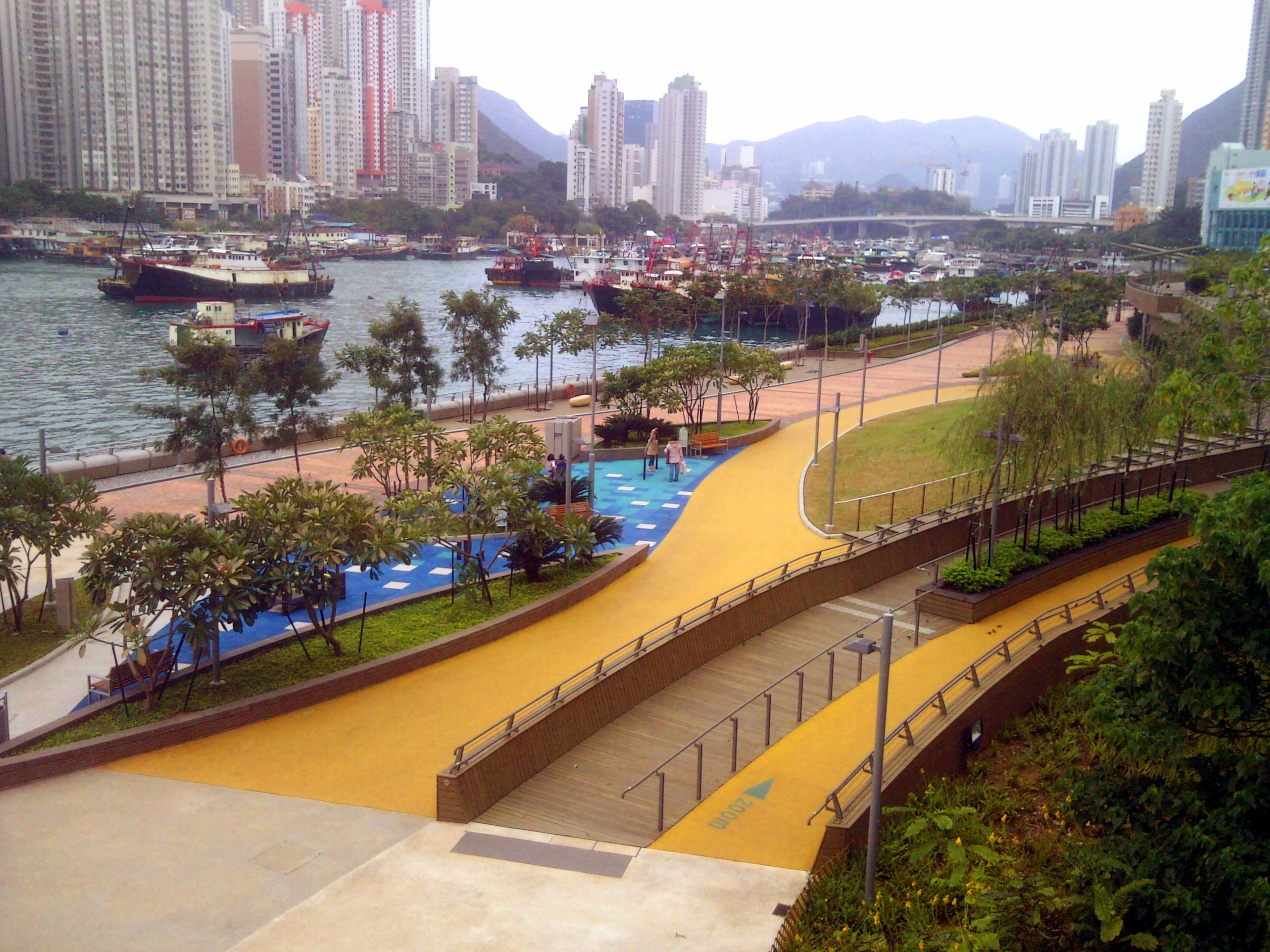
緩跑徑

## 活動
南區旅遊文化節、愛心跑步
- 李志剛(司儀)(2018年)

## 鄰近景點
- 鴨脷洲水月宮

## 外部連結
- 南區區議會香港南區遊：風之塔公園及水月宮 （页面存档备份，存于）